# Autostrada A1 (Italia)
L'autostrada A1 Milano-Napoli, chiamata anche Autostrada del Sole o più brevemente Autosole, collega Milano a Napoli attraversando internamente la penisola italiana e passando per Bologna, Firenze e Roma. Lunga 760 km, è interamente gestita da Autostrade per l'Italia.
Costruita tra il 1956 ed il 1964, è oggi il principale asse meridiano della rete autostradale italiana e la più lunga autostrada italiana in esercizio.

## Storia

Pausa pranzo per gli operai in un cantiere dell'Autosole nel 1960.

### Ideazione e affidamento
L'idea dell'autostrada del sole si deve all'ingegnere Piero Puricelli, che aveva già ideato la tratta Napoli-Pompei, aperta nel 1928 e a Salvino Sernesi, direttore generale dell'IRI. Nasce un consorzio aziendale composto da 4 società con un interesse comune: la viabilità automobilistica e tutti gli affari collegati. Gli elementi sono la FIAT, la Pirelli, l'Agip e l'Italcementi, che danno vita alla SISI ("Società iniziative strade italiane").
La SISI infatti rappresentava la commissione delle gare d'appalto successive ed era incaricata di eseguire lo studio di fattibilità economica e strutturale. La necessità di rinnovare la rete autostradale era evidente in tutta Italia, soprattutto perché, prima di quegli anni, ci si era concentrati perlopiù sulle reti ferroviarie e sulle relative infrastrutture.
Tra il 1953 e il 1955 la SISI elaborò un progetto approssimativo dell'autostrada con le tappe principali, Milano, Bologna, Firenze, Roma e Napoli, ipotizzando un'idea finanziaria sulla riscossione dei pedaggi. Per il progetto fu nominato Francesco Aimone Jelmoni: egli doveva determinare il percorso migliore e progettare i ponti necessari. Il compito si rivelò arduo, in quanto le cartografie territoriali erano pochissime e insufficienti: furono quindi necessari molteplici sopralluoghi. Nel 1955 la SISI trasferì il progetto allo Stato, in particolare al ministro e ingegnere Giuseppe Romita, che aveva le competenze adatte. Egli si fece portavoce di un'opera enorme, e seguì la costruzione frenetica e benefica del dopoguerra, con l'idea di riportare l'Italia allo splendore.
Il 21 maggio 1955 fu emanata la legge n. 463, che regolava tutte le autostrade preesistenti, in costruzione e da costruire. Gli articoli 1 e 9 prestavano un'attenzione particolare alla rete autostradale del Mezzogiorno, regolandone aspetti costruttivi ed economici. Nel titolo II fu trattata la parte economica relativa alla riscossione di tasse, quantificate poi nell'articolo 20, nella sezione "Disposizioni finali".
Il primo obiettivo fu la costruzione di autostrade da parte dell'Anas, l'Azienda autonoma delle strade statali, presieduta dal ministro dei lavori pubblici, e solo in subordine la concessione a terzi della costruzione e dell'esercizio delle autostrade, ma si trattava soltanto di un riconoscimento formale. Era opinione diffusa che l'Anas non avesse né la capacità finanziaria, né l'efficienza né la competenza per farlo (a titolo di esempio, a partire dal 1951, aveva impiegato otto anni per costruire 26 km per la tratta Genova-Savona). Il ceto dirigente modernizzatore preferiva inoltre collocare le competenze relative all'impiantistica e gestione di grandi arterie stradali nel raggio d'azione della classe politica, ma spostate più verso l'industria privata. L'area privilegiata risultava quella delle partecipazioni statali.
La costruzione dell'autostrada Milano-Napoli fu affidata all'IRI con una convenzione che veniva approvata il 14 aprile 1956 con decreto interministeriale in pari data n. 3072 e concessa alla società Concessioni e Costruzioni Autostrade Spa (oggi chiamata Autostrade per l'Italia), di nuova costituzione, con un milione di lire di capitale sociale e di totale proprietà dell'IRI, che al momento della firma della convenzione non aveva né una sede, né un dipendente. Pertanto la gestione dell'opera passò nelle mani di Fedele Cova, un ingegnere di Borgomanero, che nel dopoguerra aveva costruito per l'IRI la Cementir, un'azienda pubblica per la produzione del cemento che sfruttava le scorie e l'energia degli stabilimenti siderurgici Finsider, di proprietà dello Stato, e rendeva il settore pubblico delle costruzioni indipendente dai privati (prima di tutto dall'Italcementi di Pesenti) per le forniture di cemento.
Si trattava quindi di organizzare e gestire circa 800 chilometri di autostrada. Il problema alla base era la burocrazia: nessuna procedura statalmente riconosciuta permetteva una rapida costruzione. Fedele Cova sapeva che l'importante era cominciare e che la necessità dell'opera avrebbe permesso di superare gli ostacoli burocratici. Suddivise l'autostrada in lotti di massimo 5 chilometri e li affidò a molteplici imprese mediante appalto concorso, soluzione efficace poiché le imprese ingaggiarono i migliori progettisti, come Silvano Zorzi e Riccardo Morandi. Il progetto relativo al lotto messo a bando era eseguito da Jelmoni, e con la procedura di appalto concorso i progettisti si basavano su quel progetto per la natura della costruzione e per necessità e costi.
Ogni lotto aveva una sua "scatola", cioè un blocco di fascicoli che veniva consegnato all'appaltatore vincente con all'interno tutte le informazioni relative al lotto. Laddove era necessario costruire un ponte, già progettato da Jelmoni, esso veniva adattato dal progettista di ogni singola azienda secondo le proprie modalità. Tutti i cantieri venivano supervisionati costantemente, per non avere varianti superflue in fase d'opera (cioè modifiche al progetto durante la sua realizzazione) e non avere quindi ingenti ritardi temporali.

### Costruzione
Il 19 maggio 1956 si celebrò la posa della prima pietra, con la partecipazione del Presidente della Repubblica Giovanni Gronchi. La costruzione dell'arteria partì da Milano alla volta di Piacenza. Fondamentalmente, la costruzione di questo tratto non presentò notevoli problemi, nonostante alcuni punti più critici che richiesero la costruzione di numerosi ponti. Di fatto, il primo impedimento significativo si trovò nei pressi di Piacenza, con la presenza del fiume Po, il cui attraversamento è sempre stato difficoltoso, a causa del fondo e dei flussi d'acqua piuttosto irregolari. In questo caso, l'ingegnere Silvano Zorzi riuscì a progettare un ponte che fu considerato per l'epoca la più grande opera in calcestruzzo armato precompresso in Europa. Il ponte sul Po fu aperto al traffico il 15 giugno 1959.
In questo periodo Fedele Cova ricevette una prima analisi dei costi relativi dell'opera. Per il timore che i fondi non bastassero per arrivare fino a Napoli, i lavori cominciarono anche dal capoluogo campano, di modo che fosse necessario terminare per non rimanere con due tronconi monchi e scollegati.
Passato il Po, si procedette molto rapidamente fino a Bologna, dove iniziò la tratta più complessa, quella appenninica: vennero realizzati molteplici ponti, che ebbero come progettista Riccardo Morandi, padre di opere come i viadotti Quercia Setta, Gambellato e Melizzano. Un esempio dello sforzo ingegneristico messo in campo per l'AutoSole s'incontrò in direzione Firenze, dove fu realizzata una curva dell'autostrada completamente su viadotto.
Il 3 dicembre 1960, la transappenninica fu pronta: si trattò di 85 km autostradali con circa 40 ponti. La necessità dell'opera fu confermata dal fatto che, prima della sua costruzione, s'impiegava un pomeriggio circa per raggiungere Bologna in auto partendo da Firenze, mentre con l'Autostrada del Sole sono tutt'oggi sufficienti solo un'ora e quindici minuti. 
L'inaugurazione fu presieduta dal presidente del Consiglio Amintore Fanfani, in carica per il suo terzo governo. Lo stesso Fanfani varò un piano edile per i lavoratori dell'AutoSole, manovra politica contro la disoccupazione: il piano INA-Casa, durato circa 14 anni.
Da Milano si arrivò quindi a Firenze, mentre nel 1962 da Napoli la costruzione giunse a Roma (originariamente questo tronco era classificato come A2). L'ultimo tratto ad essere costruito fu quindi quello compreso tra Firenze e Roma, con le città intermedie di Siena, Arezzo e Perugia a contendersi il passaggio dell'arteria. Furono perciò progettate due varianti, la "senese-viterbese" e la "umbro-sabina", oltre al tracciato originario "delle valli", che avrebbe attraversato il Valdarno, la Val di Chiana e le valli del Paglia e del Tevere, in affiancamento alla ferrovia Roma-Firenze. Scartate preliminarmente la variante "senese-viterbese" e la parte sabina di quella "umbro-sabina" perché troppo onerose, nel 1961 fu definitivamente approvato il tracciato originario con una variante, progettata dall'ingegnere aretino Ubaldo Cassi, che avvicinò ulteriormente il percorso alla città di Arezzo. Dal momento che questa variante era stata caldeggiata (e, secondo la rivista Quattroruote, disegnata personalmente su una mappa con una matita rossa) dall'allora Presidente del Consiglio Amintore Fanfani, originario di Pieve Santo Stefano, nella Valtiberina aretina, questo tratto dell'autostrada è noto come "curva Fanfani". In questo tratto fu costruito, su progetto ancora di Silvano Zorzi, il ponte sul fiume Arno dedicato al ministro Giuseppe Romita, scomparso nel 1958. Siena e Perugia furono comunque compensate con la costruzione di alcuni raccordi autostradali: furono infatti costruiti dall'Anas il raccordo Firenze-Siena, il raccordo Siena-Bettolle, il raccordo Bettolle-Perugia e la superstrada Orte-Ravenna, composta dalla SS 675 e dalla SS 3 bis, per Perugia e la Romagna.
Il 4 ottobre 1964, con l'apertura al traffico del tratto compreso tra Chiusi e Orvieto, si concluse la costruzione dell'Autostrada del Sole, dopo soli 8 anni di lavori. La cerimonia di inaugurazione si tenne a Firenze, presso la Chiesa dell'Autostrada del Sole, progettata dall'architetto Giovanni Michelucci e dedicata agli operai morti durante la costruzione dell'autostrada; vi partecipò il Presidente del Consiglio dei Ministri Aldo Moro. L'evento annunciò, di fatto, la fine del boom economico italiano, periodo di cui la A1 diventò un simbolo, dando anche un notevole impulso alla diffusione della motorizzazione di massa e del turismo in Italia.
Il 21 luglio 1988 fu inaugurata la bretella Fiano Romano-San Cesareo, che collega i due tronchi autostradali Milano-Roma e Roma-Napoli e permette di evitare il Grande Raccordo Anulare.
Il 23 dicembre 2015 fu aperta al traffico la variante di valico che, rispetto al tracciato inaugurato nel 1960, rimasto comunque aperto al traffico e chiamato "A1 panoramica", valica l'Appennino ad una quota inferiore (490 m) rispetto agli oltre 700 m della tratta originaria.
L'autostrada fu aperta in più fasi funzionali:
| Data              | Tratta                         | Lunghezza |
| ----------------- | ------------------------------ | --------- |
| 8 dicembre 1958   | Milano - Piacenza nord         | 49,7 km   |
| 8 dicembre 1958   | Piacenza sud - Parma           | 52,2 km   |
| 16 febbraio 1959  | Capua - Napoli                 | 39,4 km   |
| 15 giugno 1959    | Piacenza nord - Piacenza sud   | 8,5 km    |
| 15 giugno 1959    | Parma - Modena nord            | 47,4 km   |
| 15 luglio 1959    | Modena nord - Bologna sud      | 37,9 km   |
| 24 novembre 1959  | Bologna sud - Sasso Marconi    | 14,3 km   |
| 3 dicembre 1960   | Sasso Marconi - Firenze nord   | 73 km     |
| 2 giugno 1962     | Roma sud - Frosinone           | 67 km     |
| 22 settembre 1962 | Frosinone - Capua              | 96 km     |
| 19 settembre 1963 | Roma nord - Magliano Sabina    | 52 km     |
| 24 dicembre 1963  | Magliano Sabina - Orte         | 10 km     |
| 30 dicembre 1963  | Firenze nord - Firenze Certosa | 16 km     |
| 29 aprile 1964    | Firenze Certosa - Valdarno     | 40 km     |
| 29 luglio 1964    | Orte - Orvieto                 | 40 km     |
| 28 agosto 1964    | Valdarno - Chiusi              | 74 km     |
| 4 ottobre 1964    | Chiusi - Orvieto               | 41 km     |
| 21 luglio 1988    | Fiano Romano - San Cesareo     | 45 km     |

### Ponti e viadotti
I ponti e i viadotti dell'Autostrada del Sole presentano caratteristiche comuni che rispecchiano in maniera limpida le tendenze dell'ingegneria civile dell'Italia del secondo dopoguerra. Lo stile preponderante è quello del ponte Robert Maillart, dove un arco portante reca pilastrini poggianti su di esso e questi, a loro volta, reggono l'impalcato e il manto stradale: su questa matrice, poi, ogni progettista applicò le modifiche opportune per rendere l'opera più funzionale. La costruzione dell'intero ponte risultava in questo modo economica e veloce, anche grazie alla centina Innocenti, ideata dall'ingegnere Ferdinando Innocenti. Le qualità estetiche sono relative rispetto alla funzionalità di un ponte, ma, per quanto riguarda i manufatti dell'Autostrada del Sole, non vengono neglette: in tal senso, significativo è stato il ricorso al calcestruzzo armato precompresso, così da ottenere opere leggere, snelle ed economiche, seppur resistenti e rapide da costruire. Tra i ponti più significativi vi sono: il ponte sul Po a Piacenza, il ponte sull'Arno a Levane e i viadotti Merizzano e Gambellato sull'Appennino.
La realizzazione del ponte sul Po a Piacenza, situato nel tratto Milano-Bologna, rappresentò la prima grande applicazione del calcestruzzo armato precompresso all'autostrada del Sole. Le travi, alte 3,2 m, in cemento armato precompresso, poggiano su delle pile in cemento armato ordinario, rivestite in modo da ottenere la parvenza di una finta muratura. Una volta effettuata la colata, quando il cemento cominciava a indurirsi all'interno delle casseforme poste sopra i piloni, si procedeva a tendere con un martinetto i fili di acciaio molto resistenti che costituiscono i cavi immersi nel conglomerato. Per il collaudo, effettuato tra il 4 e il 5 giugno 1959, il viadotto venne attraversato da 20 autocarri a pieno carico e 10 carri armati "Patton" da 44 tonnellate. Questa operazione fu la conferma decisiva che il ponte era in grado di permettere l'attraversamento in tutta sicurezza di uno dei fiumi maggiormente critici del percorso, come il Po.
Altre opere significative in tal senso furono due ponti per il tratto dell'Autostrada del Sole tra Firenze e Bologna, cioè i viadotti Gambellato e Merizzano, che confermarono l'ascesa professionale della figura di Giulio Krall, all'epoca direttore tecnico della Ferrobeton. Inizialmente, per il primo, Jelmoni aveva previsto tre arcate paraboliche. Krall, tuttavia, decise di abbandonare quest'idea per realizzare un unico grande arco con una sagoma ottimizzata, così da poter rispondere meglio alle varie sollecitazioni a sostegno dei pilastri che sorreggono l'impalcato stradale. Il secondo viadotto, con un'intelaiatura ben visibile, presenta una struttura molto simile a quella del viadotto sul Gambellato, ma con un'unica differenza che è costituita a due arcate invece che da una sola.
Notevole è anche il ponte sull'Arno a Levane, intitolato al ministro dei Lavori Pubblici Giuseppe Romita, morto nel 1958, a pochi anni dal termine dei lavori di costruzione. In carica negli anni del dopoguerra, Romita firmò il piano di costruzione dell'Autostrada del Sole e si batté affinché la sua realizzazione venisse affidata allo stato. Il ponte a Levane, ultimo dell'Autosole ad essere costruito, ha una struttura ad arco poligonale (disegnato secondo la funicolare dei carichi) incastrato alle imposte e con travate armate precompresse. La sua realizzazione incontrò un importante ostacolo nell'instabilità del terreno del pendio dove il ponte sarebbe nato, tanto che fu necessario bloccare in fondazione uno dei piloni contro l'arco.

## L'autostrada oggi

### Tratto Milano-Bologna

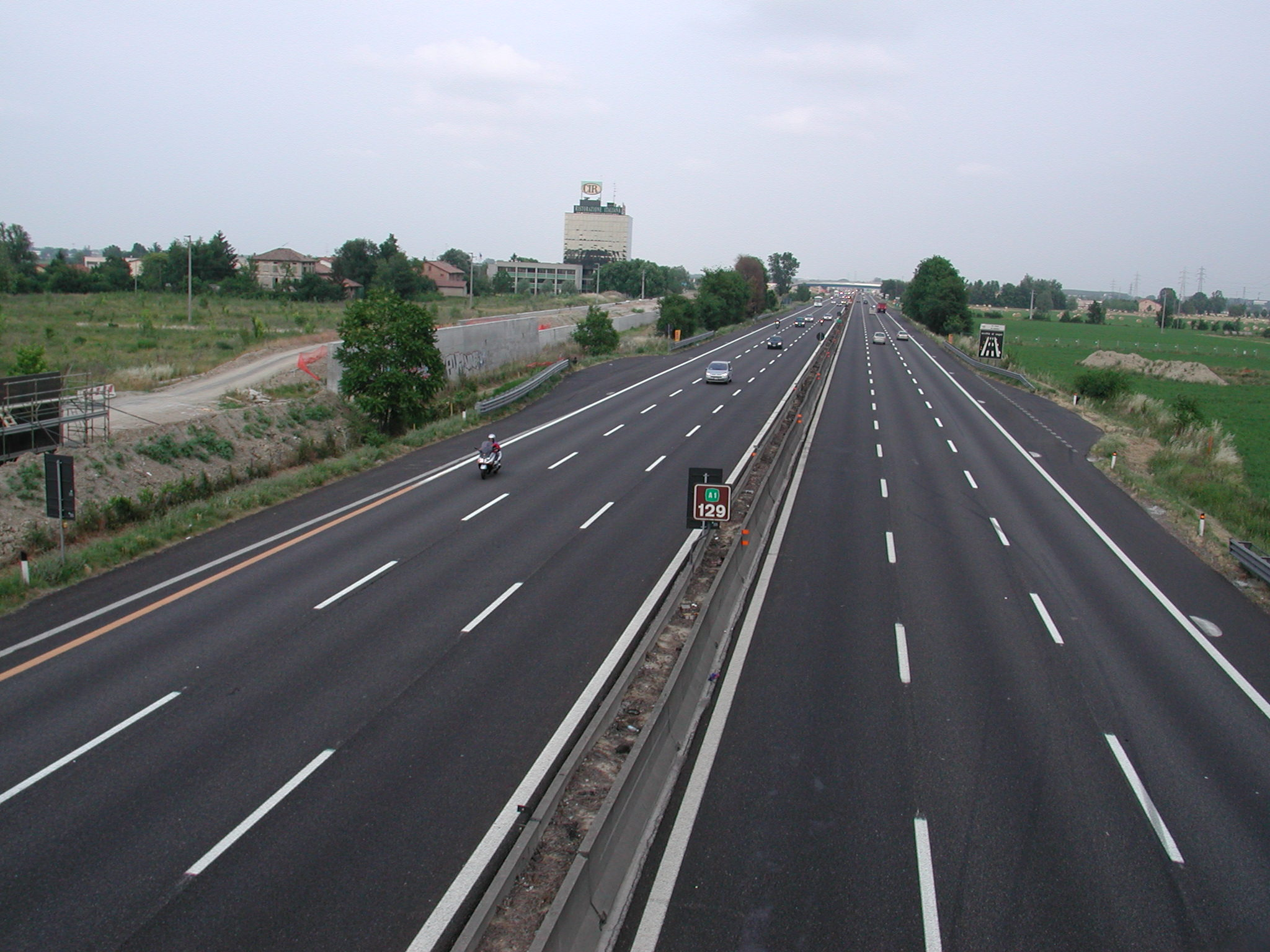
Tratto Milano-Bologna (foto realizzata nei pressi di Reggio Emilia)

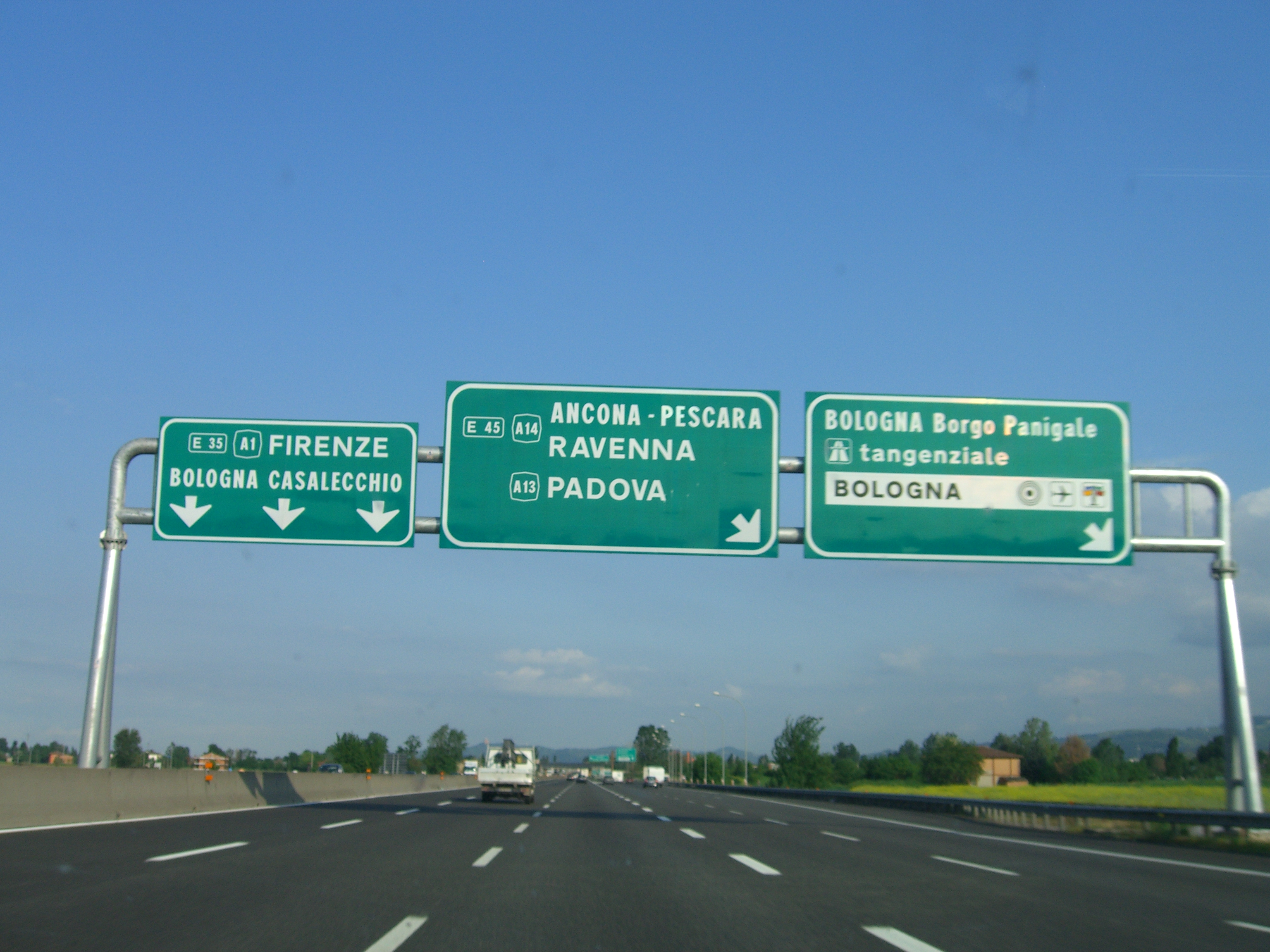
Tratto dell'A1 a 4 corsie all'altezza dell'uscita di Bologna Borgo Panigale, innesto A14 in direzione sud

Oggi la A1 inizia a sud-est di Milano come prosecuzione, senza soluzione di continuità, della tangenziale Est di Milano (A51). Il tratto tra la tangenziale Est e lo svincolo di San Donato Milanese è una variante, denominata raccordo R6, del percorso originario con il quale la A1 terminava direttamente nel centro abitato di Milano.
Nei pressi di San Giuliano Milanese si collega con la tangenziale Ovest di Milano (A50); segue lo svincolo di Melegnano-Binasco. Dopo la barriera di Milano sud, dalla quale ha inizio il calcolo del pedaggio, si connette con la tangenziale Est Esterna di Milano (A58) e prosegue verso Lodi e Casalpusterlengo - Ospedaletto Lodigiano. Per il tratto tra Milano sud e Lodi è in fase autorizzativa l'ampliamento alla quarta corsia. Dopo aver attraversato il fiume Po l'autostrada entra in Emilia-Romagna e serve Piacenza, dove si interseca con l'Autostrada A21 per Torino e Brescia, Parma, da cui ha origine l'Autostrada della Cisa (A15), Reggio Emilia, Modena e Bologna.
Nel tratto compreso tra Piacenza e Bologna è stata ampliata alla terza corsia negli anni '70, negli anni '90 ha avuto la terza corsia il tratto tra Piacenza e Milano. Tra le uscite di Piacenza sud e Modena è in fase autorizzativa l'ampliamento a quattro corsie per avere più fluidità di traffico su tutto il tratto da Piacenza sud a Bologna innesto A14. 
A nord di Modena riceve l'Autostrada del Brennero (A22), mentre a Bologna hanno origine prima l'Adriatica (A14) e poco dopo il ramo Casalecchio. Nel 2006 il tratto compreso tra queste interconnessioni (A1/A22 nei pressi di Modena Nord e A1/A14 nei pressi di Bologna Borgo Panigale) è stato ampliato a quattro corsie.

### Tratto Bologna-Firenze
Il tratto, detto anche tratto appenninico, attraversa l'Appennino tosco-emiliano con un percorso ardito, ricco di gallerie e viadotti.
Come accaduto per il tratto Milano-Bologna, anche questo ha conosciuto, in particolare dagli anni 2000, gli ammodernamenti di seguito elencati. Fin da poco dopo la sua costruzione e in particolare con l'aumento del traffico di mezzi pesanti si notarono i limiti del tracciato originale. Già negli anni '80 iniziò la progettazione di un nuovo tracciato e negli anni '90 si intraprese un lunghissimo processo autorizzativo che permise l'inizio dei primissimi lavori solo nel 2002. Nel 2006 venne ultimata e aperta al traffico la terza corsia fra Sasso Marconi e La Quercia (dove oggi inizia la Variante di Valico e si iniziarono i lavori per quest'ultima), che ha comportato alcune modifiche al tracciato originario, reso più rettilineo, e lo spostamento 3 km più a sud del casello di Sasso Marconi. Relativamente a tale intervento, dal 30 giugno 2006 la sezione di Vado non è più quella originaria, e a differenza del raccordo di Sasso Marconi questo vecchio tratto è stato completamente abbandonato. Dal 1994 l'Anas ha in progetto la  realizzazione della tangenziale di Vado-Monzuno. Successivamente, nel 2009 è stata aperta la terza corsia tra Casalecchio di Reno e Sasso Marconi, che ha reso necessario l'allestimento di barriere fonoassorbenti e la realizzazione di un tratto in variante in galleria comportando lo spostamento a sud del casello autostradale di Sasso Marconi.
Per quanto riguarda il tratto compreso tra La Quercia ed Aglio, dal 23 dicembre 2015 è possibile scegliere se percorrere il tracciato storico, detto anche A1 panoramica, o la variante di valico, detta anche A1 Direttissima, che valica l'Appennino a una quota inferiore di circa 220 metri rispetto alla tratta storica.
Tra Aglio e Barberino in direzione nord si utilizzano le due carreggiate originarie (quella esterna per la variante di valico, quella interna per il tracciato storico), in direzione sud nel 2015 è stata aperta al traffico una nuova carreggiata a tre corsie ed è stata chiusa in direzione di Firenze l'area di servizio Aglio ovest, esclusa dal nuovo tracciato autostradale. La scelta tra le due tratte si può compiere circa 500 m prima del casello di Barberino, quindi per andare dal paese mugellano verso Bologna bisogna percorrere necessariamente la A1 Direttissima.
Tra Barberino e Firenze nord l'Autostrada è a 7 corsie: il 19 marzo 2022, infatti, è stata aperta in direzione sud la nuova carreggiata a tre corsie tra le uscite di Barberino e Calenzano, che si sviluppa prevalentemente in galleria; in direzione nord vengono utilizzate le 4 corsie di entrambe le carreggiate preesistenti, che si riuniscono all'altezza della futura area di servizio Bellosguardo (che sarà l'area di servizio più grande in Europa) per poi separarsi nuovamente all'altezza del bivio tra il tracciato storico e la variante di valico. Per scavare la galleria Santa Lucia, lunga quasi 8 km, è stata utilizzata una TBM che ha un diametro di scavo di 15,87 metri (25 cm in più rispetto alla TBM Martina, che ha scavato la galleria Sparvo della variante di valico).

### Tratto di Firenze

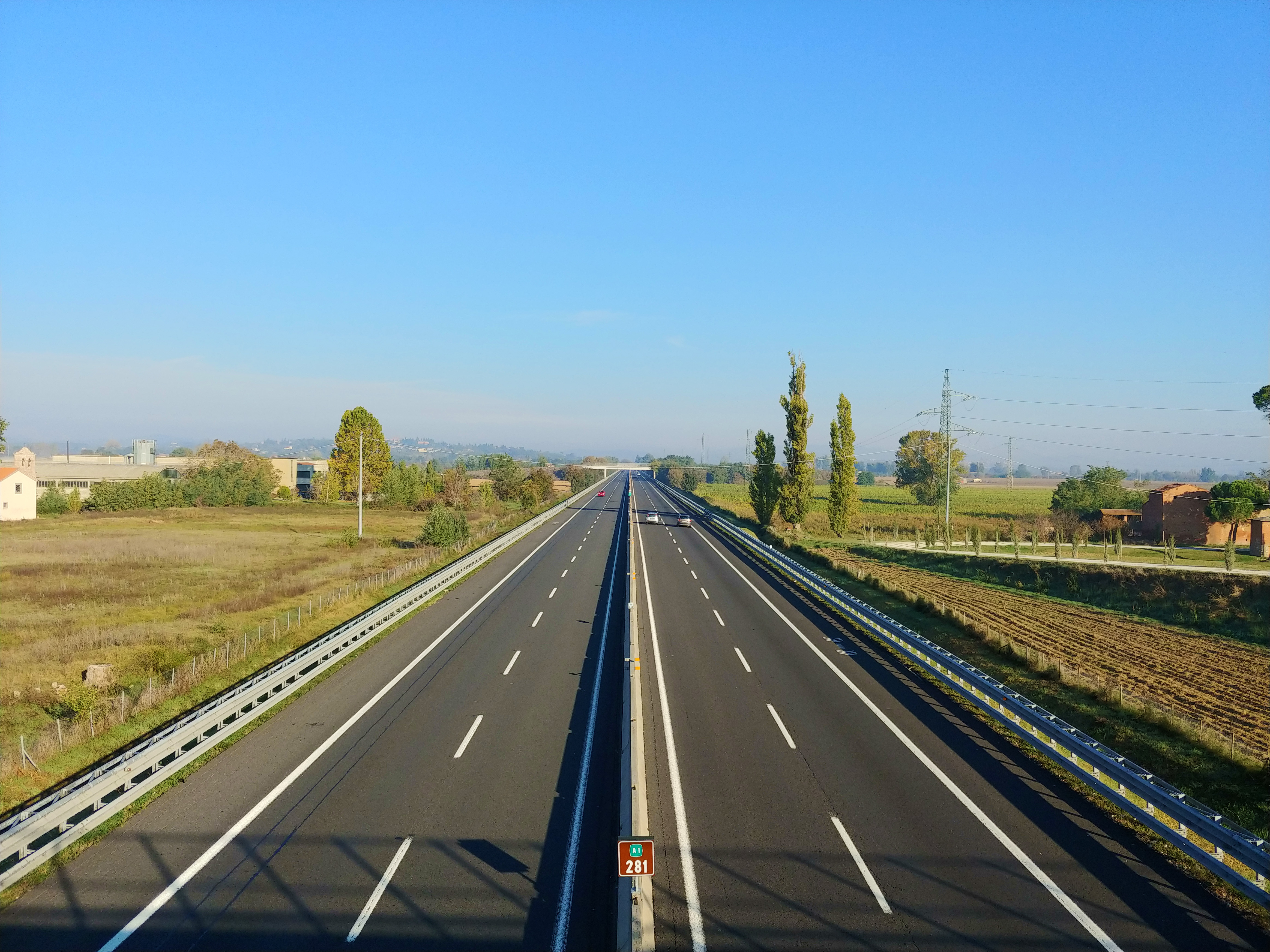
Tratto Firenze-Roma nella Val di Chiana.

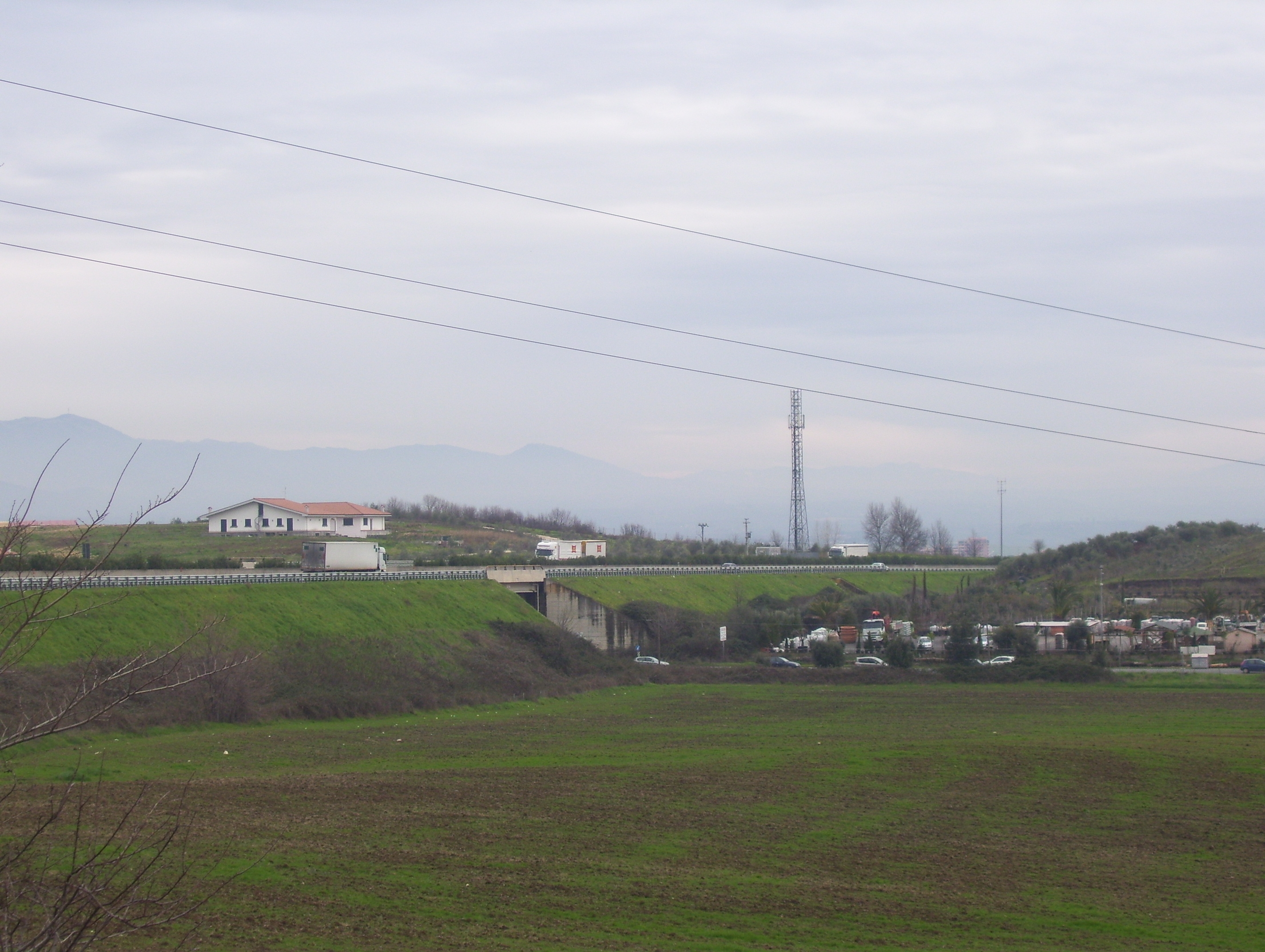
Tratto a Guidonia Montecelio della bretella Fiano Romano-San Cesareo.

Dopo aver superato l'Appennino, l'autostrada contorna Firenze; da qui si diramano la Firenze-Pisa nord, la Fi-Pi-Li e il raccordo per Siena. Nel 2011 sono finiti i lavori di ampliamento tra Calenzano e Firenze sud: il tratto verso Roma è a tre corsie, mentre quello in direzione nord, per la presenza di una serie di gallerie, coincide in parte con la vecchia tratta e ha le quattro corsie suddivise in carreggiata interna ed esterna. Solo questa ultima permette di uscire a Firenze Impruneta.
Il 12 giugno 2017 è stato inaugurato il primo parcheggio scambiatore d'Italia realizzato completamente in sede autostradale. Può ospitare 25 autobus e 505 autovetture. All'uscita è posto il capolinea della linea T1 della Tramvia fiorentina, che permette di raggiungere Scandicci in pochi minuti e il centro di Firenze in meno di mezz'ora. L'uscita è denominata Villa Costanza.

### Tratto Firenze-Roma
Superata l'uscita di Firenze Sud, l'infrastruttura piega sul Valdarno (è stato inaugurato l'ampliamento alla terza corsia tra Firenze sud e Incisa), tocca Arezzo e attraversa la Val di Chiana. All'altezza del casello di Valdichiana, si collega col raccordo per Perugia e con quello per Siena. Quindi scorre marginalmente in Umbria, e da Orvieto a Roma segue il corso del fiume Tevere, attraversandolo nove volte. A Orte, s'innesta con la superstrada Terni-Viterbo, che, attraverso la superstrada Terni-Ravenna con cui forma la E45, consente di raggiungere Perugia e la Romagna. Superata Orte, l'autostrada si amplia a 3 corsie e si biforca nei pressi di Fiano Romano: una diramazione porta al Grande Raccordo Anulare, l'altra permette di evitare completamente la capitale per congiungersi alla Roma-Napoli a San Cesareo.

### Tratto Fiano Romano-San Cesareo
Questo tratto aperto nel 1988, interamente a 3 corsie di marcia più corsia di emergenza per carreggiata, collega senza soluzione di continuità il tratto Firenze-Roma nei pressi di Fiano Romano (diramazione di Roma nord della A1 per il GRA) con il tratto Roma-Napoli nei pressi di San Cesareo (diramazione di Roma sud della A1 per il GRA). Lungo il suo percorso sono presenti l'interconnessione per l'Autostrada dei Parchi in direzione di L'Aquila-Teramo (A24) e Pescara-Chieti (A25) per raggiungere la costa adriatica. A novembre 2011 è stata realizzata l'uscita per Guidonia.

### Tratto Roma-Napoli

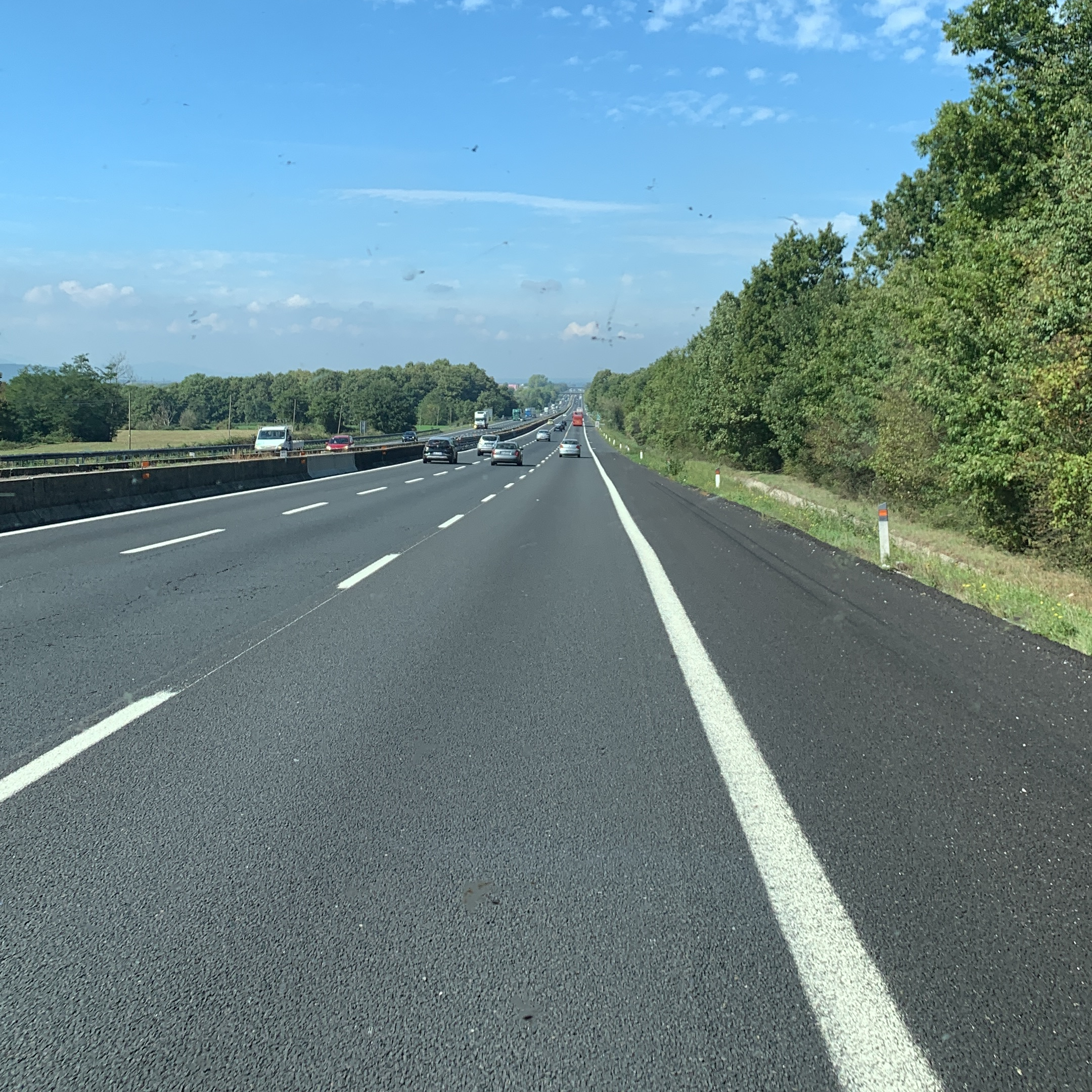
Autostrada A1 poco dopo l'Autogrill La Macchia Est, ad Anagni

A San Cesareo l'autostrada riceve la diramazione proveniente da Roma e attraversa tutta la provincia di Frosinone proseguendo lungo la valle di Sacco, Liri e Garigliano fino a San Vittore. Qui entra in Campania, passando per Caianello (dove si innesta la SS 372 Telesina che conduce a Benevento e da qui all'A16 per la Puglia, tagliando circa 40 km di percorso), Capua e Caserta. Dopo lo svincolo di Caserta Nord seguono l'uscita che conduce all'autostrada A30 diretta a Salerno, da cui si può imboccare l'autostrada A2 evitando il tratto napoletano, e la nuova barriera di Napoli nord, ovvero di Marcianise, che negli anni '90 ha sostituito la vecchia barriera di Napoli stazione. L'uscita per la A30 conduce inoltre al nolano e da qui all'autostrada A16 per Avellino e la Puglia.
Nella zona napoletana sono stati modificati nel tempo alcuni elementi: l'autostrada terminava all'altezza dell'aeroporto di Capodichino e l'ultimo casello Napoli stazione si trovava vicino a Casoria (ora è denominato Napoli nord e si trova sul territorio di Marcianise), dove oggi sorgono la sottosezione della polizia stradale e il Free To X Point, 200 metri dopo l'allacciamento con l'A16. Oggi, invece, dopo Casoria l'autostrada prosegue verso sud, intersecando la strada statale 162 dir del Centro direzionale, e confluisce direttamente nella A3.
L'originario assetto a due corsie per ogni senso di marcia fu modificato in tre corsie negli anni '90.
Il tratto finale originale oggi si chiama ramo Capodichino e ha una progressiva chilometrica propria. Il limite di competenza termina in asse con la strada di accesso all'aeroporto dove, senza interruzioni, ci si trova sulla tangenziale di Napoli.

## Tabella percorso
| MILANO - NAPOLI Autostrada del Sole | |       |         |                |
| Tipo                                | Indicazione                                                                                              | ↓km↓  | Prov.CM | Strada europea |
|                                     | Raccordo R6 Tangenziale est di Milano                                                                    | 0     | MI      |                |
|                                     | Raccordo R5 Piazzale Corvetto San Donato Milanese                                                        | 1,5   | MI      |                |
|                                     | San Giuliano Milanese                                                                                    | 2,7   | MI      |                |
|                                     | Tangenziale ovest di Milano                                                                              | 4,5   | MI      |                |
|                                     | Melegnano - Binasco                                                                                      | 7,7   | MI      |                |
|                                     | Barriera Milano sud                                                                                      | 8,9   | MI      |                |
|                                     | Tangenziale est esterna di Milano Vizzolo Predabissi                                                     | 10,5  | MI      |                |
|                                     | Area di servizio "San Zenone"                                                                            | 15,1  | MI      |                |
|                                     | Lodi | 22,3  | LO      |                |
|                                     | Casalpusterlengo Ospedaletto Lodigiano                                                                   | 37,8  | LO      |                |
|                                     | Area di servizio "Somaglia"                                                                              | 43,5  | LO      |                |
|                                     | Basso Lodigiano                                                                                          | 49,7  | LO      |                |
|                                     | Torino - Brescia Piacenza sud                                                                            | 58,2  | PC      |                |
|                                     | Area di servizio bidirezionale "Arda"                                                                    | 73,3  | PC      |                |
|                                     | Fiorenzuola Brescia                                                                                      | 74,0  | PC      |                |
|                                     | Area di parcheggio "Chiaravalle"                                                                         | 79,8  | PC      |                |
|                                     | Area di parcheggio "Bastelli"                                                                            | 80    | PR      |                |
|                                     | Fidenza Salsomaggiore Terme                                                                              | 90,4  | PR      |                |
|                                     | Sissa Trecasali - La Spezia Parma ovest                                                                  | 103,0 | PR      |                |
|                                     | Parma | 110,4 | PR      |                |
|                                     | Area di servizio "San Martino"                                                                           | 114,1 | PR      |                |
|                                     | Terre di Canossa - Campegine                                                                             | 124,4 | RE      |                |
|                                     | Area di parcheggio "Crostolo"                                                                            | 135,4 | RE      |                |
|                                     | Reggio Emilia                                                                                            | 138,1 | RE      |                |
|                                     | Area di parcheggio "Calvetro"                                                                            | 152,8 | RE      |                |
|                                     | Brennero Campogalliano                                                                                   | 156,1 | MO      |                |
|                                     | Area di servizio "Secchia"                                                                               | 156,5 | MO      |                |
|                                     | Modena nord                                                                                              | 157,6 | MO      |                |
|                                     | Modena sud                                                                                               | 170,8 | MO      |                |
|                                     | Area di parcheggio "Castelfranco"                                                                        | 177,0 | MO      |                |
|                                     | Valsamoggia                                                                                              | 184,8 | BO      |                |
|                                     | Ancona Bologna Borgo Panigale Tangenziale di Bologna                                                     | 188,8 | BO      |                |
|                                     | Ancona Bologna Casalecchio Tangenziale di Bologna                                                        | 195,5 | BO      |                |
|                                     | Area di servizio bidirezionale "Cantagallo" (dove si trova anche la Chiesa di Sant'Angelo al Cantagallo) | 199,2 | BO      |                |
|                                     | Sasso Marconi Nord SS64 VAR                                                                              | 199,9 | BO      |                |
|                                     | Sasso Marconi - SS64 Porrettana Rocchetta Mattei                                                         | 209,8 | BO      |                |
|                                     | Variante di Valico Interscambio "La Quercia"                                                             | 220,8 | BO      |                |
|                                     | Rioveggio                                                                                                | 222,7 | BO      |                |
|                                     | Area di parcheggio "Cà Nova"                                                                             | 235,2 | BO      |                |
|                                     | Pian del Voglio                                                                                          | 237,2 | BO      |                |
|                                     | Roncobilaccio                                                                                            | 242,3 | BO      |                |
|                                     | Area di servizio "Roncobilaccio"                                                                         | 242,4 | BO      |                |
|                                     | Variante di Valico Bivio "Aglio"                                                                         | 255,3 | FI      |                |
|                                     | Area di servizio "Aglio" solo sulla variante nord                                                        | 256   | FI      |                |
|                                     | Barberino                                                                                                | 261,5 | FI      |                |
|                                     | Raccordo A1-Variante di valico Area di servizio bidirezionale "Bellosguardo" in costruzione              | 262,2 | FI      |                |
|                                     | Area di parcheggio "Corzano"                                                                             | 263,5 | FI      |                |
|                                     | Area di parcheggio "Marinella"                                                                           | 273,9 | FI      |                |
|                                     | Calenzano - Sesto Fiorentino                                                                             | 278,1 | FI      |                |
|                                     | Area di servizio "Bisenzio"                                                                              | 279,8 | FI      |                |
|                                     | Firenze nord Area di servizio "Firenze nord"                                                             | 279,9 | FI      |                |
|                                     | Firenze - Pisa Firenze ovest                                                                             | 280,8 | FI      |                |
|                                     | Firenze Scandicci Superstrada Firenze - Pisa - Livorno                                                   | 286,9 | FI      |                |
|                                     | Villa Costanza                                                                                           | 289,7 | FI      |                |
|                                     | Area di parcheggio "Vingone"                                                                             | 291,7 | FI      |                |
|                                     | Firenze Impruneta Firenze - Siena                                                                        | 295,5 | FI      |                |
|                                     | Firenze sud Pontassieve                                                                                  | 300,9 | FI      |                |
|                                     | Area di servizio bidirezionale "Chianti"                                                                 | 305,0 | FI      |                |
|                                     | Area di parcheggio "Rignano"                                                                             | 313,0 | FI      |                |
|                                     | Incisa - Reggello                                                                                        | 319,9 | FI      |                |
|                                     | Area di servizio "Arno Ovest"                                                                            | 321,0 | FI      |                |
|                                     | Area di parcheggio "Vallombrosa"                                                                         | --,-  |         |                |
|                                     | Area di servizio "Arno Est"                                                                              | --,-  | AR      |                |
|                                     | Area di parcheggio "San Giovanni"                                                                        | 332,0 | AR      |                |
|                                     | Valdarno                                                                                                 | 335,8 | AR      |                |
|                                     | Area di parcheggio "G. Romita"                                                                           | 345,0 | AR      |                |
|                                     | Area di parcheggio "Laterina"                                                                            | 350,0 | AR      |                |
|                                     | Area di parcheggio "Civitella"                                                                           | --,-  | AR      |                |
|                                     | Area di parcheggio "Crocina"                                                                             | 355,0 | AR      |                |
|                                     | Arezzo                                                                                                   | 358,5 | AR      |                |
|                                     | Area di servizio "Badia al Pino"                                                                         | 362,0 | AR      |                |
|                                     | Monte San Savino                                                                                         | 371,6 | AR      |                |
|                                     | Area di servizio "Lucignano"                                                                             | 381,0 | AR      |                |
|                                     | Valdichiana Bettolle - Foiano della Chiana - Sinalunga Siena - Bettolle - Perugia                        | 385,4 | SI      |                |
|                                     | Area di servizio "Montepulciano"                                                                         | 395   | SI      |                |
|                                     | Chiusi - Chianciano Terme                                                                                | 410   | SI      |                |
|                                     | Area di parcheggio "Astrone"                                                                             | 413   | SI      |                |
|                                     | Area di servizio "Fabro"                                                                                 | 428   | TR      |                |
|                                     | Fabro | 428   | TR      |                |
|                                     | Area di parcheggio "Ritorto"                                                                             | --,-  | TR      |                |
|                                     | Orvieto                                                                                                  | 451   | TR      |                |
|                                     | Area di servizio "Tevere"                                                                                | 465   | VT      |                |
|                                     | Attigliano                                                                                               | 479,5 | TR      |                |
|                                     | Area di servizio "Giove"                                                                                 | 481   | TR      |                |
|                                     | Orte Viterbo - Terni Orte - Ravenna ex Narni - Amelia                                                    | 491   | VT      |                |
|                                     | Area di parcheggio "Sabina"                                                                              | 499   | RI      |                |
|                                     | Magliano Sabina ex Via Flaminia                                                                          | 501   | RI      |                |
|                                     | Area di servizio "Flaminia"                                                                              | 509   | RI      |                |
|                                     | Ponzano Romano - Soratte ex Via Flaminia Torri in Sabina - Poggio Mirteto                                | 516   | RM      |                |
|                                     | Roma nord Grande Raccordo Anulare di Roma                                                                | 531   | RM      |                |
|                                     | Area di servizio "Mascherone"                                                                            | 536   | RM      |                |
|                                     | Guidonia Montecelio                                                                                      | 555   | RM      |                |
|                                     | Roma est Tangenziale est Roma - L'Aquila - Teramo Torano - Pescara Grande Raccordo Anulare di Roma       | 562   | RM      |                |
|                                     | Area di servizio "Prenestina"                                                                            | 566   | RM      |                |
|                                     | Roma sud Grande Raccordo Anulare di Roma                                                                 | 576   | RM      |                |
|                                     | Valmontone ex Velletri                                                                                   | 587   | RM      |                |
|                                     | Colleferro                                                                                               | 593   | RM      |                |
|                                     | Anagni Fiuggi Terme                                                                                      | 604   | FR      |                |
|                                     | Area di servizio "La Macchia"                                                                            | 613   | FR      |                |
|                                     | Ferentino ex Sora                                                                                        | 618,5 | FR      |                |
|                                     | Frosinone ex Latina                                                                                      | 624   | FR      |                |
|                                     | Ceprano                                                                                                  | 641,8 | FR      |                |
|                                     | Pontecorvo - Castrocielo                                                                                 | 658,8 | FR      |                |
|                                     | Area di servizio "Casilina"                                                                              | 659,5 | FR      |                |
|                                     | Cassino Parco nazionale d'Abruzzo, Lazio e Molise ex Formia                                              | 669,7 | FR      |                |
|                                     | San Vittore Venafro                                                                                      | 678,8 | FR      |                |
|                                     | Caianello Benevento                                                                                      | 700,9 | CE      |                |
|                                     | Area di servizio "Teano"                                                                                 | 708,4 | CE      |                |
|                                     | Capua Strada statale 7 quater Via Domitiana                                                              | 720   | CE      |                |
|                                     | Santa Maria Capua Vetere Strada statale 700 della Reggia di Caserta                                      | 729   | CE      |                |
|                                     | Caserta nord Reggia di Caserta                                                                           |       | CE      |                |
|                                     | Area di servizio "San Nicola"                                                                            | 737   | CE      |                |
|                                     | Caserta - Salerno Canosa Reggio Calabria                                                                 | 739   | CE      |                |
|                                     | Barriera Napoli nord                                                                                     | 740   | CE      |                |
|                                     | Caserta sud Marcianise                                                                                   |       | CE      |                |
|                                     | Pomigliano Villa Literno Asse di Supporto Nola-Villa Literno                                             | 746   | NA      |                |
|                                     | Acerra Afragola Stazione di Napoli Afragola Asse Mediano Lago Patria-Acerra                              | 749   | NA      |                |
|                                     | Napoli - Canosa                                                                                          | 753   | NA      |                |
|                                     | Casoria Circumvallazione Esterna di Napoli                                                               | 754   | NA      |                |
|                                     | Ramo Capodichino Tangenziale di Napoli Aeroporto di Napoli-Capodichino                                   | 755   | NA      |                |
|                                     | Area di servizio "Masseria" dismessa in direzione A3                                                     | -     | NA      |                |
|                                     | Napoli Centro Direzionale del Centro Direzionale Acerra -Pomigliano d'Arco - Cercola del Vesuvio         | 758   | NA      |                |
|                                     | Napoli                                                                                                   | 759,8 | NA      |                |
|                                     | Salerno-Napoli                                                                                           | 760,3 | NA      |                |

## Raccordo A1-A51
Il tratto autostradale di 1,7 km che collega senza soluzione di continuità l’A1 alla tangenziale est è denominato raccordo R6. È stato costruito in seguito alla costruzione della tangenziale est.
| RACCORDO R6 Raccordo A1-A51 |                                                                            |     |           |
| Tipo                        | Indicazione                                                                | km  | Provincia |
|                             | Tangenziale est di Milano                                                  | 1,7 | MI        |
|                             | San Donato Milanese Raccordo R5 Metanopoli - Chiaravalle - Sesto Ulteriano | 1,6 | MI        |
|                             | Milano P.le Corvetto                                                       | 0,8 | MI        |
|                             | del Sole                                                                   | 0,0 | MI        |

## Raccordo A1-Piazzale Corvetto
Il raccordo A1-Piazzale Corvetto, numerato da Autostrade per l'Italia come R5, costituisce il tratto originario della A1 che iniziava a Milano presso piazzale Corvetto, declassato dopo la costruzione della variante che incanala il traffico da e per Bologna senza soluzione di continuità nella tangenziale Est. Si sviluppa parallelamente al nuovo tratto di A1, a nord di esso, per un paio di chilometri e alla fine si ricollega alla A1 a sud di San Donato Milanese.
| RACCORDO PIAZZALE CORVETTO |                                                                                 |     |           |
| Tipo                       | Indicazione                                                                     | km  | Provincia |
|                            | Raccordo Autostrada del Sole Milano - Piazzale Corvetto                         |     | MI        |
|                            | Tangenziale est di Milano                                                       | 2,5 | MI        |
|                            | Area di servizio "San Donato"                                                   | 2,4 | MI        |
|                            | Poasco - Via Emilia Raccordo R28 (complanare fino a km 0,9) San Donato Milanese | 2,0 | MI        |
|                            | Milano-Napoli                                                                   | 0,0 | MI        |

## A1 Diramazione Roma Nord
L'A1 dir Nord è una diramazione autostradale lunga 23 km che collega l'autostrada A1 a Roma, partendo da Fiano Romano e terminando con l'innesto nel Grande raccordo anulare nei pressi della Via Salaria.
Fino al 1988 costituiva il tratto terminale dell'intera A1. È gestita da Autostrade per l'Italia e internamente a esse è contrassegnata come D18.
Il 1º agosto 2011 è stata aperta la terza corsia tra Fiano Romano e Settebagni. La costruzione dei nuovi 16 chilometri ha richiesto 146 milioni di euro.
| A1 DIRAMAZIONE ROMA NORD | |      |      |           |                |
| Tipo                     | Indicazione                                                                                                   | ↓km↓ | ↑km↑ | Provincia | Strada europea |
|                          | Milano - Napoli                                                                                               | 0    | 23   | RM        |                |
|                          | Barriera Roma nord Polizia Stradale Direzione 5° Tronco Autostrade per l'Italia                               | 3    | 17   | RM        |                |
|                          | Area di servizio bidirezionale "Feronia"                                                                      | 4    | 16   | RM        |                |
|                          | Fiano Romano Rieti                                                                                            | 4    | 16   | RM        |                |
|                          | Castelnuovo di Porto Monterotondo                                                                             | 7    | 9    | RM        |                |
|                          | Settebagni | 19   | 4    | RM        |                |
|                          | Area di servizio "Salaria"                                                                                    | 21   | 2    | RM        |                |
|                          | Grande Raccordo Anulare di Roma Aeroporto di Roma-Fiumicino Aeroporto di Roma-Ciampino Aeroporto di Roma-Urbe | 23   | 0    | RM        |                |

## A1 Diramazione Roma Sud
La diramazione sud della A1 (la E821 nella numerazione delle strade europee) è lunga 20 km e collega l'A1 a Roma, partendo da San Cesareo e terminando con l'innesto nel GRA nei pressi della Romanina. Fino al 1988 costituiva il tratto iniziale dell'A2. È gestita da Autostrade per l'Italia e internamente è contrassegnata come D19.
| A1 DIRAMAZIONE ROMA SUD | |      |          |           |                |
| Tipo                    | Indicazione                                                                                                   | ↓km↓ | ↑km↑     | Provincia | Strada europea |
|                         | Milano - Napoli                                                                                               | 0    | 20       | RM        |                |
|                         | San Cesareo                                                                                                   | 5    | 15       | RM        |                |
|                         | Monte Porzio Catone                                                                                           | 10   | 10       | RM        |                |
|                         | Area di servizio bidirezionale "Frascati"                                                                     | 14   | 6        | RM        |                |
|                         | Barriera Roma sud                                                                                             | 15   | 5        | RM        |                |
|                         | Torrenova | 17   | [ N 27 ] | RM        |                |
|                         | Area di servizio "Tuscolana"                                                                                  | 19   | 1        | RM        |                |
|                         | Grande Raccordo Anulare di Roma Aeroporto di Roma-Fiumicino Aeroporto di Roma-Ciampino Aeroporto di Roma-Urbe | 20   | 0        | RM        |                |

## A1 Ramo Capodichino
Il ramo Capodichino, seppur classificato come A1, è la prosecuzione, senza soluzione di continuità, della tangenziale di Napoli-A56 verso l'autostrada A1; un tempo costituiva il tratto finale dell'intera autostrada A1.
Internamente ad Autostrade per l'Italia, la tratta è contrassegnata come D02.
| A1 Ramo Capodichino |                                                                                |      |      |           |
| Tipo                | Indicazione                                                                    | ↓km↓ | ↑km↑ | Provincia |
|                     | Milano-Napoli Napoli-Salerno Napoli-Canosa                                     | 0,0  | 3    | NA        |
|                     | Casoria Solo carreggiata direzione A1                                          |      | 2    | NA        |
|                     | Area di servizio "San Pietro" Solo carreggiata direzione Tangenziale di Napoli | 1,5  |      | NA        |
|                     | Tangenziale di Napoli Aeroporto civile Aeroporto di Napoli-Capodichino         | 3    | 0    | NA        |

## A1 Raccordo Sasso Marconi - SS 64
Il raccordo Sasso Marconi - SS 64 è un tratto della vecchia sede dell'autostrada del sole dismesso il 10 luglio 2006 con l'inaugurazione della 3ª corsia del lotto 0, della galleria Monte Mario e del nuovo casello di Sasso Marconi. La galleria attraversa la collina prospiciente l'abitato con una modifica del tracciato. Attualmente il vecchio tracciato viene in parte usato come raccordo tra lo svincolo di Sasso Marconi e il piazzale dell'ex-svincolo omonimo dismesso, ove confluisce nella SS 64 Porrettana. 

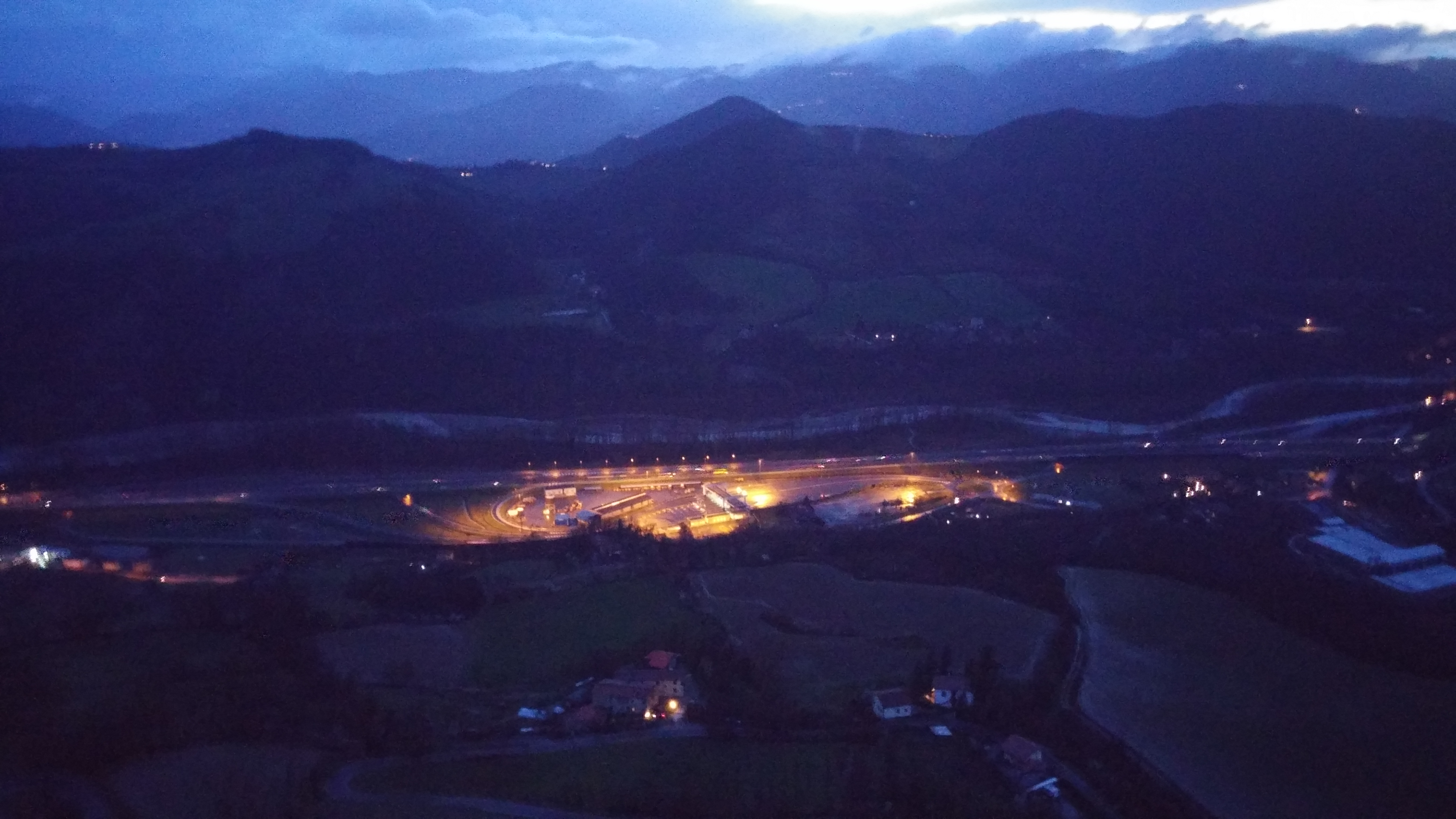
Vista serale sul Raccordo Sasso Marconi - SS 64 dalla cima di Rocca di Badolo

La tratta presenta segnale di inizio autostrada, segnaletica verde, non è dotata di corsia d'emergenza e ha un limite di velocità di 90 km/h.
Sul sito di Autostrade per l'Italia nella sezione calcolo pedaggio risulta come "R43 Raccordo Sasso Marconi - SS 64" ed è a pagamento per chi poi imbocca la A1.
All'ingresso di fronte al casello c'è anche la possibilità di imboccare la SP325 in direzione di Prato. In questo caso non vi sono caselli e l'uso del raccordo è gratuito.
| A1 Raccordo Sasso Marconi - SS 64 |                                                                       |      |      |           |
| Tipo                              | Indicazione                                                           | ↓km↓ | ↑km↑ | Provincia |
|                                   | Milano-Napoli ex Strada statale 325 di Val di Setta e Val di Bisenzio | 0,0  | 2,7  | BO        |
|                                   | Strada statale 64 Porrettana Sasso Marconi                            | 2,7  | 0    | BO        |

## Obblighi
Dall'inizio dell'autostrada presso Milano sud (km 0) fino allo svincolo di Orte (km 491,3), sull'intera variante di Valico e sul Ramo d'Adduzione di Sasso Marconi sono obbligatorie le dotazioni invernali dal 15 novembre al 15 aprile.

### Annotazioni
1. ↑  La modifica del primo tratto dell'autostrada, con l'arretramento del capolinea, giustifica il fatto che il chilometraggio parta in negativo di quasi due chilometri, in quanto il gestore non volle ricalcolare le chilometriche dell'intera arteria autostradale per non perdere i riferimenti ormai acquisiti da decenni.
2. ↑  Solo da e per Bologna. Nella direzione opposta la relazione è svolta dallo svincolo 1 della Tangenziale est.
3. ↑  Pedaggio 1,30 € solo per e da Milano.
4. ↑  Il riferimento all’invero non vicinissima località di Binasco fu introdotto in tempi recenti con finalità di disambiguazione fra questo casello e quello di Milano Sud, larghissimamente noto come casello di Melegnano.
5. ↑  Fino al febbraio 2019 l'uscita era denominata "Piacenza nord"[20]
6. ↑  La complanare di Piacenza, classificata da Autostrade per l'Italia come raccordo R49, si estende dal chilometro 55,8 al chilometro 58,3. Su di essa di innesta dai primi anni Duemila il casello di Piacenza sud.
7. ↑  Solo da e per Bologna.
8. 1 2  Solo direzione Bologna.
9. 1 2 3  Solo direzione Milano.
10. ↑  Solo da e per Milano.
11. ↑  Ex stazione "Bologna nord", in precedenza accessibile in entrambe le direzioni.
12. ↑  Ex stazione "Bologna sud".
13. ↑  Solo da e per Milano, svincolo riservato ai possessori di apparati di telepedaggio (Telepass, UnipolMove, MooneyGo e dei principali creditori di telepedaggio europei).
14. 1 2 3 4 5 6  Solo carreggiata sud.
15. ↑  Confluenza finale in direzione sud, in direzione nord inizia la chilometrica burocratica.
16. ↑  Solo carreggiata nord esterna verso A1 var - Bologna.
17. ↑  Aglio ovest (direzione Firenze) è stata dismessa il 5 dicembre 2015, giorno di apertura del nuovo tratto Aglio-Barberino dell'autostrada.
18. ↑  L’ingresso verso nord avviene solo sulla variante di valico.
19. ↑  Solo in direzione nord. La corsia destinata alla Direttissima viene chiamata Raccordo A1-variante di valico fino al bivio Aglio.
20. ↑  Ex "Prato - Calenzano".
21. ↑  Ex "Signa"
22. ↑  Ex "Certosa". Verso nord, svincolo accessibile solo scegliendo la carreggiata esterna.
23. ↑  Ex "Reggello Ovest" (solo carreggiata sud).
24. ↑  Ex area di servizio "Reggello Est" (solo carreggiata nord).
25. ↑  Ex Area di parcheggio "San Giovanni Est" (solo carreggiata nord).
26. ↑  Pedaggio 1,60 € solo per e da Napoli.
27. ↑  Accessibile tramite complanare dall'uscita La Romanina del Grande Raccordo Anulare

### Fonti
1. ↑  Calcolo percorsi e pedaggi - Autostrade per l'Italia
2. 1 2 3   La rete - Autostrade per l'Italia, su autostrade.it. URL consultato il 9 dicembre 2016.
3. ↑   Autostrada A1 Milano - Napoli (tratta lombarda), su lombardia.portale-infrastrutture.it. URL consultato il 20 settembre 2023.
4. ↑   L’arteria che cambiò l’Italia: i 50 anni dell’Autostrada del Sole, su ladigetto.it. URL consultato il 20 settembre 2023.
5. ↑  Quattroruote, 1963, n. 93, pag. 82
6. ↑   Le ‘Curve Fanfani’ non furono clientelismo È il percorso più logico per treni e Autosole, su La Nazione, 13 febbraio 2022. URL consultato il 12 novembre 2024.
7. ↑   Copia archiviata, su gustosamente.com. URL consultato il 23 febbraio 2016 (archiviato dall'url originale l'11 marzo 2016).
8. 1 2   Google, su google.it.
9. ↑   Il Cittadino, Quarta corsia dell'A1: entro l'autunno via ai cantieri. URL consultato il 9 dicembre 2016 (archiviato dall'url originale il 5 ottobre 2016).
10. ↑   La Storia - Variante di Valico - Autostrade per l'Italia, su Variante di Valico. URL consultato il 26 settembre 2024.
11. 1 2   RITA BARTOLOMEI, La Variante di valico cambia nome e diventa 'Direttissima'. Guarda le foto - il Resto del Carlino, in il Resto del Carlino, 12 maggio 2016. URL consultato il 9 dicembre 2016.
12. ↑   Home - Variante di Valico, su Variante di Valico. URL consultato il 9 dicembre 2016.
13. ↑   PAOLO GUIDOTTI, L'altra faccia della variante di valico, Barberino ‘orfana’ di tre uscite a nord - La Nazione, in La Nazione, 2 gennaio 2016. URL consultato il 9 dicembre 2016.
14. ↑   Giorgio Bernardini, A1, Galleria Santa lucia inaugurata oggi: è la più lunga d’Europa a tre corsie, su Corriere Fiorentino, 18 marzo 2022. URL consultato l'11 settembre 2022.
15. ↑   Il paese David contro il Golia Autostrade | Firenze la Repubblica.it [collegamento interrotto], su firenze.repubblica.it. URL consultato il 9 dicembre 2016.
16. ↑   Terza corsia autostrada a Calenzano — Sito istituzionale del Comune di Calenzano, su web.comune.calenzano.fi.it. URL consultato il 9 dicembre 2016 (archiviato dall'url originale il 20 settembre 2016).
17. ↑  (EN) Europe's largest TBM handed over, su www.theconstructionindex.co.uk. URL consultato l'11 settembre 2022.
18. ↑   Scandicci, aperto il parcheggio di Villa Costanza: si arriva dall'A1 e si prende la tramvia, in La Repubblica, 12 giugno 2017. URL consultato il 12 giugno 2017.
19. ↑   Autostrada A1, aperta la terza corsia sull'Autosole[collegamento interrotto].
20. ↑   "Piacenza Nord" non c'è più, l'uscita autostradale è diventata "Basso lodigiano".
21. ↑   Comunicato nuova denominazione di Autostrade per l'Italia, su www5.autostrade.it. URL consultato il 18 dicembre 2009 (archiviato dall'url originale il 3 dicembre 2021).
22. ↑   TE - Trasporti Eccezionali - Mappe, su teonline.autostrade.it. URL consultato il 6 dicembre 2020 (archiviato dall'url originale il 13 marzo 2013).
23. ↑  Google Maps
24. ↑   Google maps, su google.it.
25. ↑  TE - Trasporti Eccezionali - Rami autostradali
26. 1 2 3   Copia archiviata, su teonline.autostrade.it. URL consultato il 3 settembre 2009 (archiviato dall'url originale l'8 maggio 2006).
27. ↑   Notizie Economia Finanza Mercati - Borsa Italiana, su borsaitaliana.it. URL consultato il 9 dicembre 2016.
28. ↑  TE - Trasporti Eccezionali - Rami autostradali
29. ↑   Trasporti eccezionali on line, su teonline.autostrade.it (archiviato dall'url originale l'8 maggio 2006).
30. ↑   TE - Trasporti Eccezionali - Mappe, su teonline.autostrade.it. URL consultato il 12 novembre 2014 (archiviato dall'url originale il 13 marzo 2013).
31. ↑   Obbligo catene a bordo, su Autostrade per l'Italia. URL consultato il 22 maggio 2025.